# Ruta del Vino del Valle de Casablanca
La ruta del vino del Valle de Casablanca es una de las rutas del vino chileno que se encuentra ubicada en la región vitícola de Aconcagua, subregión Valle de Casablanca, Región de Valparaiso. En este valle existen doce viñas abiertas permanentemente a la actividad turística de acuerdo al diagnóstico de 2013, siendo el tercer destino enoturistico en Chile en cuanto a oferta de servicios.
Las principales viñas productoras de vino abiertas al turismo en el Valle Casablanca son:
- Viña House Casa del Vino, en la Ruta 68, kilómetro 61, comuna de Casablanca. Posee restaurante dedicado a cocina de autor.
- Viña Emiliana, en la Ruta 68, kilómetro 61,5 comuna de Casablanca. Posee vinos orgánicos y biodinámicos.
- Viña Indómita, en la Ruta 68, kilómetro 64, comuna de Casablanca, destaca su sala de Barricas incrustada en el cerro y su restaurant.
- Viña Quintay, en la Ruta 68, kilómetro 66, comuna de Casablanca, destaca por su oferta de servicios turísticos románticos y tours nocturnos.
- Viña Veramonte, en la Ruta 68, kilómetro 68, comuna de Casablanca, posee un bosquete nativo y un pequeño embalse que permite la observación de aves.
- Viña Mar, en la Ruta 72, kilómetro 68, comuna de Casablanca, viña especializada en espumantes, posee además un restaurante.
- Viña William Cole, en el camino a Tapihue, kilómetro 4,5, comuna de Casablanca, se ha especializado en la variedad Pinot Noir.
- Viña Loma Larga, en Fundo Loma Larga, camino Lo Ovalle, kilómetro 2,8, comuna de Casablanca, se destaca porque sus uvas son recolectadas de noche o temprano en la mañana.
- Viña Kingston, en el Fundo El Maitén, camino Las Dichas s/n, comuna de Casablanca, se especializa en varietales como  Pinot Noir, Syrah y Sauvignon Blanc.
- Estancia El Cuadro, camino La Vinilla, kilómetro 14, comuna de Casablanca. Se destaca por sus paseos en carruaje para los visitantes.
- Viña Catrala, Camino Lo Orozco s/n, kilómetro 10, comuna de Casablanca.

## Fiesta de la Vendimia
La Fiesta de la Vendimia de Casablanca se realiza en la plaza de armas de la ciudad de Casablanca, durante el segundo fin de semana de abril. La fiesta incluye stand con muestras de productos locales, venta de platos típicos y degustación de vinos.